# Kunaikyō
Kunaikyō (宮内卿, conosciuta anche come Gotoba-in kunaikyō (後鳥羽院宮内卿); fl. XIII secolo) è stata una poeta giapponese waka del primo periodo Kamakura.
È stata inserita in diverse liste antologiche tra cui le Trentasei poetesse immortali (女房三十六歌仙, Nyōbō Sanjūrokkasen) e i Trentasei nuovi immortali della poesia (新三十六歌仙 Shin Sanjūrokkasen).
È generalmente conosciuta come Kunaikyō, ma a volte ci si riferisce a lei come Gotoba-in kunaikyō per distinguerla da un'altra poetessa di corte con lo stesso nome.

## Biografia
I dettagli della sua vita sono poco conosciuti, ma il suo talento nella poesia waka fu così apprezzato dall'imperatore in pensione Go-Toba (Go-Toba In), che la nominò sua serva. Tra il 1200 e il 1204 partecipò a vari concorsi di waka.
Suo padre era il Maestro Provvisorio degli Uffici della Capitale Occidentale, Minamoto no Moromitsu (figlio del Capo Consigliere di Stato, Minamoto no Moroyori) e sua madre si chiamava Aki, una dama di corte che lavorava per Go-Shirakawa In. Suo fratello era Minamoto no Tomochika.
Era considerata una rivale poetica della principessa Shikishi e di Fujiwara no Toshinari no Musume.

## Aneddoti
- Durante un uta-awase era assorbita così profondamente nella meditazione sulle poesie che si ammalò, non diede retta alle proteste del padre, dedicandosi ancora di più alla poesia, peggiorò e morì giovane (si dice intorno ai 20 anni).
- Sua madre, Aki, era una maestra di koto, il padre di Aki era un pittore, si ritiene che questo ha influenzato lo stile di Kunaikyō

## Poesia
Le viene attribuita la paternità di circa 300 poesie, di cui 15 incluse nello Shin Kokin Wakashū e 9 nel Gyokuyō Wakashū.